# Fronteiras de Mato Grosso

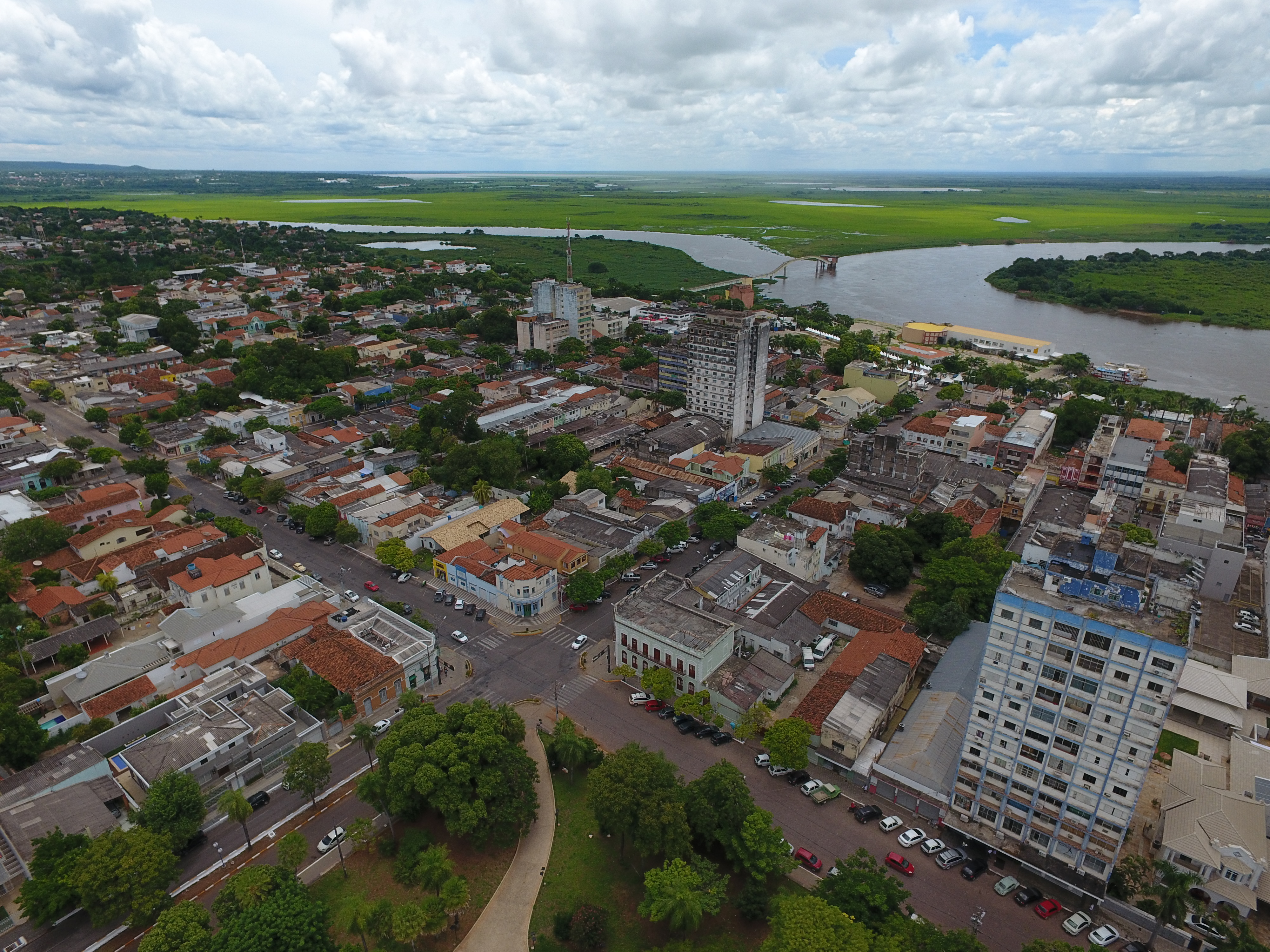
Corumbá, Fronteira com a Bolívia.

As fronteiras do Mato Grosso são mais do que meros limites geográficos; são linhas de conexão e separação que moldam a identidade e o caráter deste estado vibrante e diversificado. Ao longo dessas fronteiras, tanto físicas quanto culturais, histórias são contadas, trocas são feitas e desafios são superados. É através da compreensão e da valorização dessas fronteiras que podemos verdadeiramente apreciar a riqueza e a complexidade do Mato Grosso e de suas comunidades.
O Mato Grosso, um dos maiores estados do Brasil, é uma terra de vastidão e diversidade. Suas fronteiras, que se estendem por milhares de quilômetros, não apenas delineiam seus limites geográficos, mas também refletem a rica interação entre culturas, ecossistemas e desafios enfrentados por esta região.

## Fronteiras geográficas
As fronteiras geográficas do Mato Grosso são definidas por sua localização no centro-oeste do Brasil e compartilhadas com outros estados e países vizinhos. Ao norte, o estado faz fronteira com a Amazônia, o que influencia significativamente seu clima, flora e fauna. Ao sul, o imenso Pantanal estabelece uma fronteira natural única, lar de uma das maiores diversidades de vida selvagem do mundo.
A oeste, o Mato Grosso faz fronteira com a Bolívia, criando laços comerciais e culturais importantes, especialmente nas áreas próximas à fronteira. Ao leste, os limites do estado se estendem até os estados de Goiás, Tocantins e Pará, cada um contribuindo com sua própria influência cultural e econômica para a região.

## Fronteiras culturais
Além das fronteiras geográficas, o Mato Grosso também é delineado por fronteiras culturais que refletem a diversidade étnica e histórica da população. As influências indígenas, africanas e europeias se entrelaçam para criar uma rica tapeçaria cultural, evidente nas tradições culinárias, na música, nas artes e nas festividades do estado.
Nas regiões fronteiriças com a Bolívia, por exemplo, é possível encontrar uma forte presença da cultura boliviana, refletida na culinária, na música e nas celebrações religiosas. Essa interação cultural cria uma atmosfera única de troca e cooperação entre as comunidades dos dois lados da fronteira.

## Fronteira Pará–Mato Grosso
A fronteira entre Pará e Mato Grosso, cuja extensão atual é de cerca de 900 km, existe desde a criação da Capitania de Mato Grosso em 1748. Esta fronteira foi o foco de alguns impasses e disputas entre as duas unidades federativas do Brasil.
Devido à fronteira estar em meio à Floresta Amazônica, a região, na época da colonização, era esparsamente populada — fato este que vale também para tempos mais recentes, até 2010 —, e por isso não havia necessidade de definir com precisão o lugar exato onde uma capitania terminava e a outra começava. No final do século XIX, porém, o local estava começando a ser habitado por imigrantes de outras regiões do Brasil, e a demarcação da fronteira passou a ser assunto relevante.

## Desafios e oportunidades
Apesar das oportunidades que as fronteiras oferecem em termos de intercâmbio cultural e econômico, elas também apresentam desafios significativos. O contrabando, a migração descontrolada e a atividade ilegal muitas vezes surgem nas áreas fronteiriças, exigindo uma vigilância e cooperação constantes entre as autoridades locais e nacionais.
Além disso, as fronteiras físicas, como rios e florestas, podem representar barreiras à comunicação e ao desenvolvimento, especialmente em áreas remotas e de difícil acesso. No entanto, essas mesmas fronteiras também oferecem oportunidades para a preservação da biodiversidade, o turismo sustentável e o fortalecimento dos laços entre comunidades fronteiriças.